# Vuelta a Andalucía 1983
La 29.ª edición de la Vuelta a Andalucía se disputó entre el 8 y el 13 de febrero de 1983 con un recorrido de 796,50 km dividido en un prólogo y 5 etapas, una de ellas doble, con inicio en Rincón de la Victoria y final en Águilas. 
El vencedor, el español Eduardo Chozas, cubrió la prueba a una velocidad media de 34,543 km/h. La clasificación de la regularidad fue para el belga Noël Dejonckheere, mientras que en la clasificación de la montaña se impuso el también belga Francis Vermaelen, y en la de metas volantes el holandés Peter Heeren.

## Etapas
| Etapa   | Fecha         | Recorrido                                     | Km        | Ganador de la etapa |
| Prólogo | 8 de febrero  | Rincón de la Victoria - Rincón de la Victoria | 5,0 (CRE) | Europ-Decor         |
| 1.ª     | 9 de febrero  | Málaga - Dos Hermanas                         | 203,0     | Noël Dejonckheere   |
| 2.ª     | 10 de febrero | Dos Hermanas - Montilla                       | 216,0     | Eduardo Chozas      |
| 3.ª     | 11 de febrero | Montilla - Granada                            | 152,0     | Noël Dejonckheere   |
| 4.ª     | 12 de febrero | Lanjarón - Berja                              | 127,0     | Jos Jacobs          |
| 5.ª (a) | 13 de febrero | Almería - Águilas                             | 132,0     | Frank Hoste         |
| 6.ª (b) | 13 de febrero | Águilas - Águilas                             | 4,5 (CRI) | Frank Hoste         |